# Rossstock
De Rossstock is een bergtop met een hoogte van 2461 meter op de grens van de Zwitserse kantons Uri en Schwyz. De berg vormt het eindpunt van het Spilauer Grätli.